# Gogrial
Gogrial är en ort i Sydsudan, administrativ huvudort för länet Gogrial West. Den ligger i delstaten Warrap, i den centrala delen av landet, 600 kilometer nordväst om huvudstaden Juba.